# Remington Model 58
A Remington Model 58, também conhecida como Sportsman 58 é uma escopeta semiautomática fabricada pela Remington Arms em meados do século XX. Foi a primeira escopeta operada a gás da Remington e foi comercializada junto com a Model 11-48 operada por ação de recuo. A Model 58 foi fabricada nos gáugios 12, 16 e 20 de 1956 a 1963, até ser substituído pela Model 1100.

## Projeto
A Remington Model 58 foi a primeira escopeta operada a gás da Remington, e devido a isso ela sofria de muitas deficiências de design em comparação com a Model 11-48 contemporânea, com a qual compartilhava muitos recursos de design e peças. O sistema de gás foi construído na frente do carregador e, portanto, limitou a capacidade do carregador tubular a dois cartuchos. O gás é extraído de um buraco no cano para uma grande câmara. Um pistão nesta câmara aciona uma barra de ação para trás que, por sua vez, aciona o ferrolho para alternar a ação. A mola de ação também estava localizada dentro da extremidade dianteira do carregador tubular.

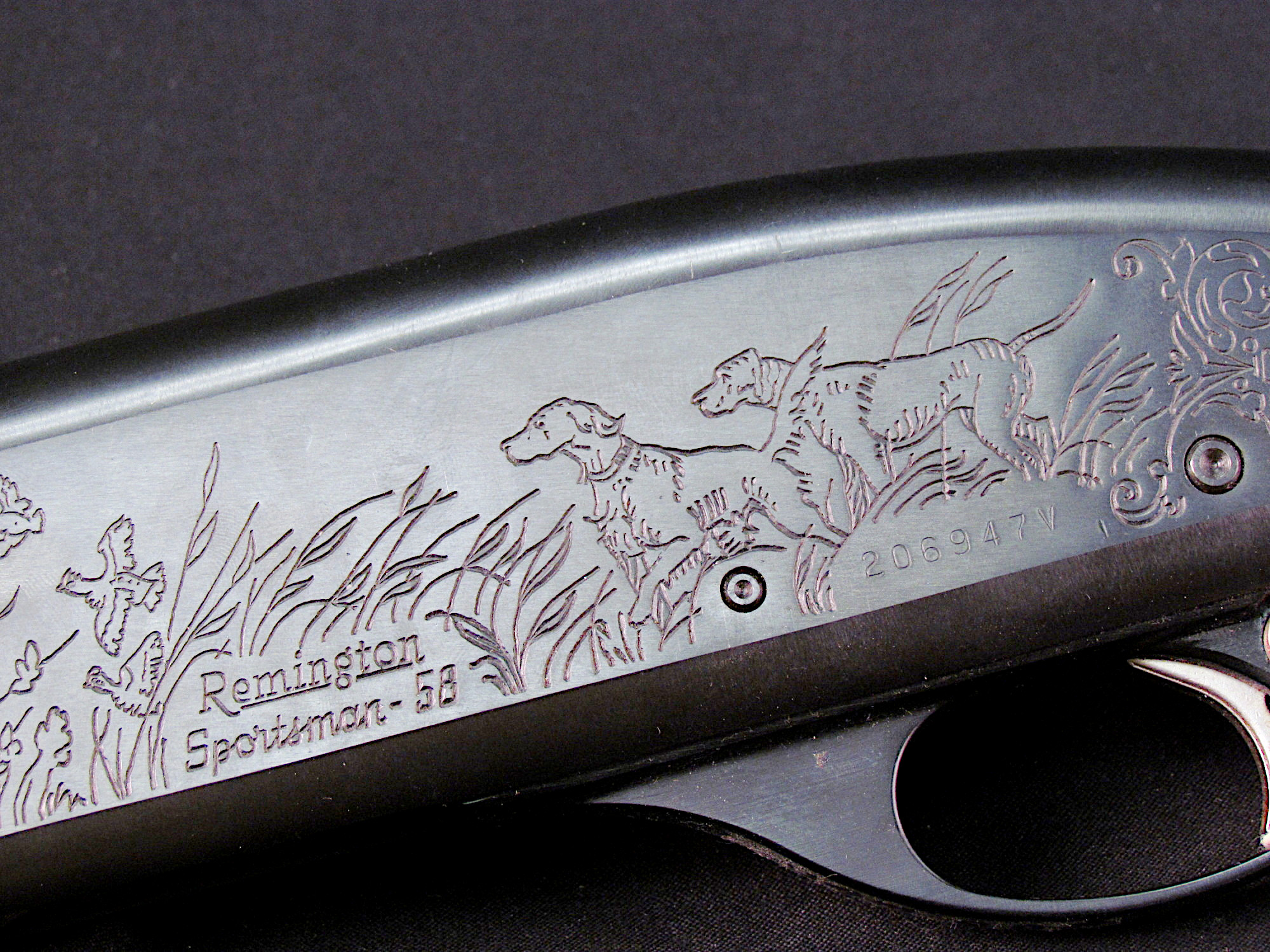
A característica gravação de uma Remington Sportsman Model 58.

A Model 58 foi produzida em várias versões e acabamentos, incluindo uma versão magnum que podia aceitar cartuchos de 3 polegadas (7,6 cm) e versões com "miras de rifle" ("Rifled Slug Specials"). A Model 878 foi lançada em 1959 com um sistema de gás "autoajustável" aprimorado, oferecido apenas no calibre 12. A Model 58 e a Model 878 são virtualmente iguais, com diferenças apenas no pistão a gás e na cosmética.

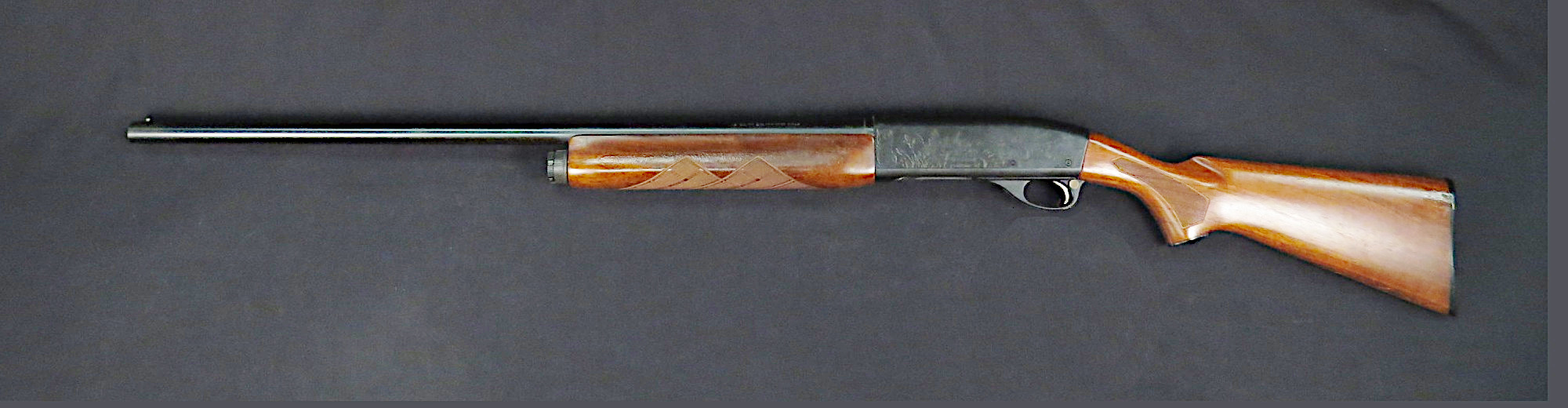
Uma Remington Sportsman Model 58.

O projeto provou ser mais caro de fazer do que a Model 11-48 e também era menos confiável e mais pesada. A Remington optou por substituir a Model 58 por um modelo que combinava seus melhores recursos com os da Model 11-48. A Model 1100 resultante, introduzida em 1963, substituiu imediatamente a Model 58 e provou ser tão bem-sucedida que logo também substituiu a Model 11-48.